# شهرستان خنفر
ناحیهٔ خنفر (به عربی: مدیریة خنفر) یک منطقهٔ مسکونی در یمن است که در استان ابین واقع شده‌است.
ناحیهٔ خنفر ۱۰۹٬۰۴۴ نفر جمعیت دارد.